# Петен Ица (бивша држава)
Петен Ица (енгл. Peten Itza kingdom), посткласична држава Маја, у данашњој Гватемали, која је сачувала независност све до 1697. године.

## Историја
Краљевство Петен Ица налазило се око истоименог језера у Петенском басену, у пространој равници обраслој тропском кишном шумом. По традицији, краљевсто је основао народ Ица Маја након уништења Чичен Ице 1204. године. Престоница је био град Тајсал или Нојпетен, на острву у језеру Петен. Иако су суседне државе Маја пале под шпанску власт већ у првој половини 16. века (Гватемала 1524, а Јукатан 1542), велика удаљеност од мора и непроходна прашума сачувале су независност Ица Маја све до краја 17. века. Тајсал је тек 1697. заузела експедиција са Јукатана коју је предводио Мартин де Урсуа.